# Schizothorax meridionalis
Schizothorax meridionalis är en fiskart som beskrevs av Tsao, 1964. Schizothorax meridionalis ingår i släktet Schizothorax och familjen karpfiskar. IUCN kategoriserar arten globalt som otillräckligt studerad. Inga underarter finns listade i Catalogue of Life.